# 광안초등학교
광안초등학교(廣安初等學校)는 대한민국 부산광역시 수영구에 있는 공립 초등학교이다.

## 학교
| 2024.09.01 | 2024년 9월 제18대 정은이교장선생님 부임                                |
| 2024.03.01 | 학급 32편성(특수 2학급 포함) 남365명, 여 368명 (총 733명)              |
| 2024.02.08 | 제54회 졸업식(남69명, 여73명, 계142명) 졸업생 누계:19,124명            |
| 2023.03.01 | 학급 34편성(특수 2학급 포함) 남395명, 여 388명 (총 783명)              |
| 2023.02.10 | 제53회 졸업식(남67명, 여73명, 계140명) 졸업생 누계:18,982명            |
| 2022.03.15 | 연혁실 환경 구성                                                       |
| 2022.03.01 | 35학급 편성(특수 2학급 포함) 남403명, 여397명(총800명)                 |
| 2022.02.18 | 제52회 졸업식(남66명, 여70명, 계138명) 졸업생 누계:18,842명            |
| 2022.02.16 | 학생 자치실 조성                                                       |
| 2021.12.16 | 정문 앞 환경정비(전신주 및 통신주 이설)                                |
| 2021.03.15 | 수학점핑학교 운영                                                      |
| 2021.03.02 | 수영농청놀이 전수 학교 운영                                            |
| 2021.03.01 | 36학급 편성(특수 2학급 포함) 남413명, 여421명(총834명)                 |
| 2021.02.19 | 제 51회 졸업식(남 69명, 여 63명 총 132명)졸업생 누계: 18,706명         |
| 2021.01.27 | 1학년 교실 개선 리모델링 사업(6개 교실)                                |
| 2020.12.11 | 학교 운동장 스탠드 차양막 설치                                         |
| 2020.09.01 | 2020년 9월 제17대 심영애교장선생님 부임                                |
| 2020.07.01 | 향토사랑 채소과일DAY 운영 학교(2019~2010)                              |
| 2020.03.01 | 36학급편성(특수 2학급 포함) 남423명, 여419명, 계842명)                 |
| 2020.02.21 | 제 50회 졸업식(남 58명, 여 68명 총 126명)졸업생 누계: 18,574명         |
| 2019.10.01 | 2019년 편지쓰기 우수학교 수상                                          |
| 2019.07.01 | 학교급식 '우리 수산물 DAY" 운영 시범학교                               |
| 2019.06.22 | 해운대교육장배 학교스포츠클럽대회 줄넘기 여초부 우승                   |
| 2019.03.01 | 디지탈교과서 선도학교(2019~2020)                                       |
| 2019.03.01 | 36학급편성(특수 2학급 포함) 남416명, 여416명, 계882명)                 |
| 2019.02.21 | 제49회 졸업식(남 61명, 여 64명 총 125명) 졸업생 누계： 18,448명        |
| 2018.09.01 | 2018년 9월 부산교육뉴스 광안초 소식 방영(인성, 감성을 가꾸는 특색교육) |
| 2018.06.01 | 부산어린이 글잔치 우수학교 수상                                        |
| 2018.03.01 | 35학급편성(특수 2학급 포함) 남408명, 여415명, 계823명)                 |
| 2018.02.20 | 제48회 졸업식(남 61명, 여64명 총 125명) 누계 18,323명                  |
| 2017.11.10 | 방과후학교 성과발표회 및 아나바다                                      |
| 2017.09.01 | 학습준비물실 개관                                                      |
| 2017.04.10 | 교재원 및 급식실 앞 상자 텃밭조성                                      |
| 2017.03.01 | 2017년 3월 제16대 구옥순교장선생님 부임                                |
| 2017.03.01 | 34학급편성(특수 2학급 포함) 남400명, 여421명, 계821명)                 |
| 2016.12.21 | 광안 성과발표회(공연, 전시)                                            |
| 2016.05.01 | 개축완료 후 신축학교 이사                                              |
| 2016.04.29 | 개축학교이전                                                           |
| 2016.03.01 | 31학급편성(특수 2학급 포함) 남392명, 여394명, 계766명)                 |
| 2015.05.11 | 2015년 청렴노력도평가 우수학교 선정                                    |
| 2014.12.15 | 개축공사기공                                                           |
| 2014.09.01 | 제15대 허동길 교장선생님 부임                                          |
| 2013.12.03 | 인성교육, 민간인 교육참여 우수 교육지원청 표창                         |
| 2013.01.25 | Smart교실 구축지원 대상학교 선정                                       |
| 2012.11.28 | 2012 부산광역시 교육청 연구학교 박람회 참가(특수교육영역)              |
| 2012.11.05 | 2014년 학교 재건축 대상학교 지정                                       |
| 2012.03.01 | 지역공동영재학급 운영(6학년)                                           |
| 2011.12.23 | 2012 부산시교육청 특수교육 시범학교 운영 지정                          |
| 2011.08.31 | 과학실 현대화 시설                                                     |
| 2011.03.08 | 학교도서관 지역문화센터 운영학교 지정                                  |
| 2011.01.01 | 학생안전 강화학교 지정 운영                                            |
| 2010.12.21 | 특수교육지원활동 우수학교 교육감 표창                                  |
| 2010.09.17 | 꿈자람터 개관식                                                        |
| 2010.03.02 | 체육교육영역 시범학교 지정(학교스포츠클럽)                             |
| 2009.09.15 | 영어체험실 개관                                                        |
| 2004.01.17 | 흡연예방교육 중심학교 지정                                             |
| 2002.03.05 | 학습부진학생 지도 자율 시범학교지정                                    |
| 1999.03.05 | 사회교육 시범학교 지정(컴퓨터)                                         |
| 1999.03.01 | 병설유치원 특수 1학급 편성                                             |
| 1998.03.10 | 병설유치원 개원(2학급)                                                 |
| 1985.03.01 | 호암, 민안초등학교 분리                                                |
| 1977.09.01 | 민락초등학교 분리 1,186명                                              |
| 1970.03.27 | 개교(23학급                                                            |

## 참고 자료
- 광안초등학교 - 한국교육학술정보원 학교알리미